# Masyw indochiński
Masyw indochiński – jednostka geologiczna na Półwyspie Indochińskim.
Obejmuje środkową i wschodnią część Półwyspu Indochińskiego. Zbudowany jest z silnie zmetamorfizowanych skał prekambryjskich. Najstarsze skały odsłaniają się we wschodniej części Półwyspu Indochińskiego – w Górach Annamskich. Wiek występujących tu skał metamorficznych określono jako archaiczny.
Ku zachodowi skały prekambryjskie przykryte są przez poziomo leżące osady wyższego paleozoiku i mezozoiku. Pokrywa osadowa dzieli się na dwa piętra strukturalne. Piętro dolne zbudowane jest z osadów lądowych od karbonu do triasu z przewarstwieniami skał wulkanicznych. W osadach tych licznie występują szczątki roślinne a także pokłady węgla. Piętro górne składa się z morskich osadów jurajskich i kredowych pochodzenia terygenicznego oraz skał wapiennych.
W północnej i południowej części masywu występują skały paleozoiczne sfałdowane w czasie orogenezy waryscyjskiej, w których występują intruzje skał magmowych wieku karbońskiego.
W czasie orogenezy alpejskiej masyw indochiński został częściowo wypiętrzony, zwłaszcza w części wschodniej oraz pocięty uskokami i rowami tektonicznymi. Część z nich powstało w trzeciorzędzie, część dopiero w czwartorzędzie. Wtedy też zostały wypełnione osadami. We wschodniej części masywu w czwartorzędzie miały miejsce wylewy skał wulkanicznych, głównie bazaltów.